# Détachement d'armée Lanz
Le détachement d'armée Lanz (en allemand : Armee-Abteilung Lanz) est un détachement d'armée de l'armée de terre allemande (Heer) de la Wehrmacht lors de la Seconde Guerre mondiale, formé le 1er février 1943 à partir de l'état-major général allemand de la 8a Armata (ou Armata Italiana in Russia, A.R.M.I.R.) et d'unités dispersées sur la moitié sud du front du groupe d'armées B.
L'unité est chargée de protéger Kharkov, sur le flanc nord du groupe d'armées Don.

Ordonnée par Adolf Hitler pour enrayer l'avance soviétique, le General der Gebirgstruppe Hubert Lanz contre-attaque le 11 février 1943 avec le SS-Panzer-Korps du SS-Obergruppenführer Paul Hausser. Forcé de retourner sur Kharkov, Paul Hausser ignore l'injonction de Lanz de tenir la ville conformément aux ordres de Hitler et en évacue le SS-Panzer-Korps. Exaspéré par la perte de Kharkov, Hitler relève Lanz de son commandement le 20 février 1943 et le fait remplacer par le General der Panzertruppe Werner Kempf.
L'unité est renommée détachement d'armée Kempf (Armee-Abteilung Kempf) le 21 février 1943.

## Organisation

### Commandant
| Date                               | Grade                     | Commandant  |
| ---------------------------------- | ------------------------- | ----------- |
| 1er février 1943 - 20 février 1943 | General der Gebirgstruppe | Hubert Lanz |

### Chef d'état-major
| Date                             | Grade        | Commandant      |
| -------------------------------- | ------------ | --------------- |
| 5 février 1943 - 20 février 1943 | Generalmajor | Dr Hans Speidel |

## Zones d'opérations
- Front d'Est, secteur Sud : février 1943